# La Monnaie
Královské divadlo De Munt / La Monnaie (francouzsky: Théâtre Royal de la Monnaie, nizozemsky: Koninklijke Muntschouwburg) je operní dům v belgickém hlavním městě Bruselu. Jde o jednu z mála belgických federálních státních institucí. Budova opery se nachází na Place de la Monnaie (Muntplein). 

## Historie

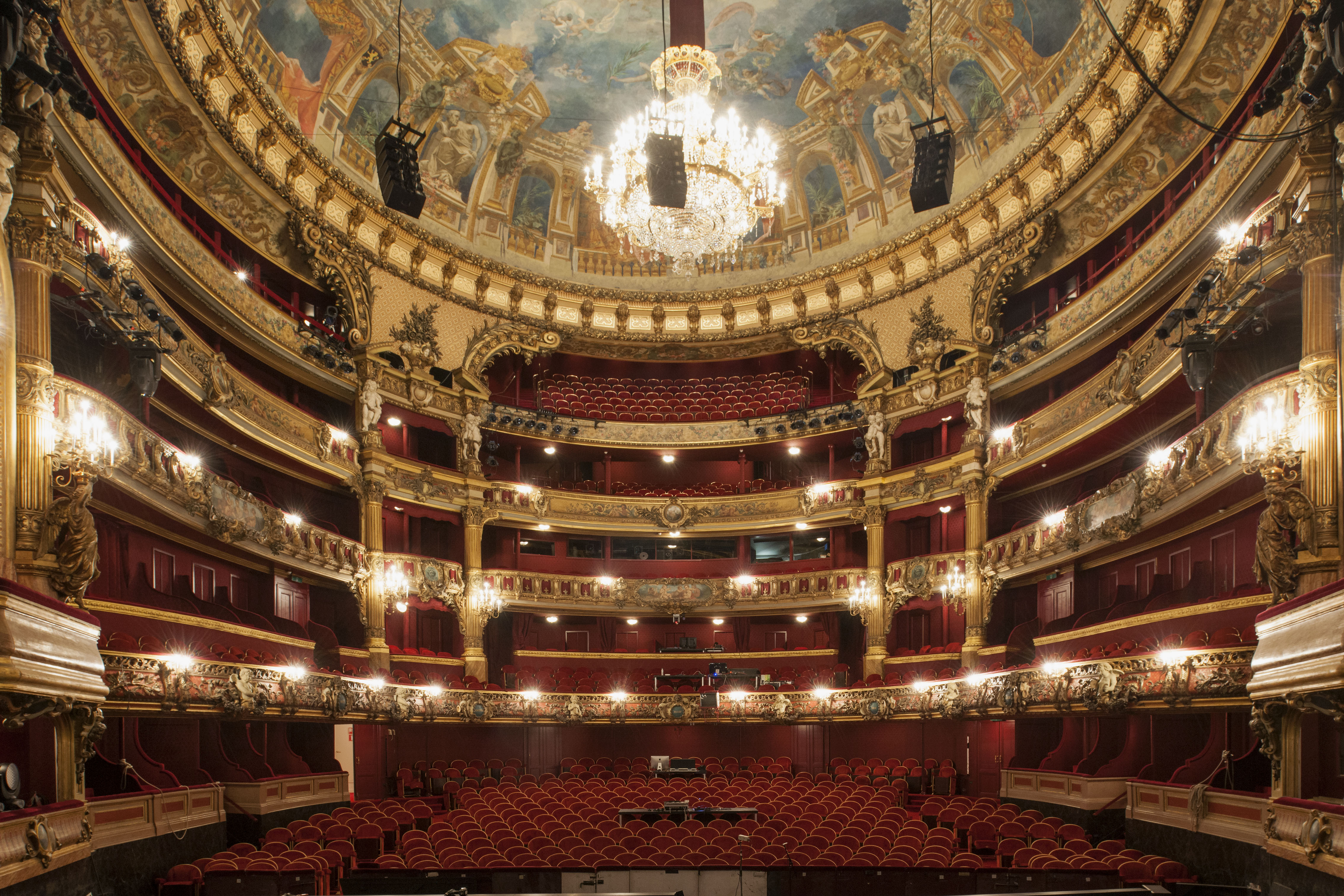
Hlavní scéna

Operní scéna byla otevřena 17. října 1700, prošla však několika rekonstrukcemi, ta zásadní proběhla roku 1819, podle návrhu architekta Louise Damesma a současná podoba budovy pochází právě z roku 1819. Další rekonstrukce proběhly v letech 1856 (architekt Joseph Poelaert), 1985 a 2017. 
V La Monnaie se konalo několik světových premiér, například opery Hérodiade Julese Masseneta, Gwendoline Emmanuela Chabriera, Fervaal Vincenta d'Indy, Král Aruš Ernesta Chaussona, Les Malheurs d'Orphée Dariuse Milhauda, Antigona Arthura Honeggera nebo Hráč Sergeje Prokofjeva. 
La Monnaie také sehrála významnou roli při vytváření samostatného belgického státu. Opera Daniela Aubera La Muette de Portici byla naplánována na srpen 1830 poté, co ji nizozemský král Vilém I. zakázal, protože se bál jejího politického dopadu. Při představení této opery večer 25. srpna 1830 vypukla spontánní demonstrace, která se stala začátkem belgické revoluce, jež vedla k belgické nezávislosti.